# 田村洋
田村 洋（たむら ひろし、1948年（昭和23年）12月15日 - ）は、作曲家、山口県立大学名誉教授。

## 来歴
山口県厚狭郡山陽町（現・山陽小野田市）出身。1977年に、第19回パリ国際ギターコンクールにて作曲部門受賞。その後、劇団民芸、他、舞台音楽、NHK番組など数々の作曲を手がける。
1999年に山口県立大学国際文化学部文化創造学科の教授に招聘され、以後も山口県内で作曲活動やイベントプロデュースを手がけた。2014年2月に最終講義を行い、3月末に退職。以後は、山口県立大学名誉教授

## 活動
- NHK連続テレビ小説「和っこの金メダル」音楽担当。
- NHKドラマ10「四十九日のレシピ」他多数
- ドキュメンタリー「かよく桜の咲く日」で文化庁芸術祭作品大賞。
- NHKドラマスペシャル｢橋の上においでよ｣で文化庁芸術祭作品大賞。
- 映画「橋は生きている」で内閣総理大臣賞受賞。
- 演劇「裸の大将放浪記」「おはなはん」など、舞台音楽も多数担当。
- 山口県民愛唱歌「みんなのふるさと」作曲
- 佐賀県伊万里市「伊万里讃歌」作曲
- テレビ西日本「ときめきパフォーマンス・シンデレラナイト」司会（1988年 - 1990年）※福岡ローカル